# 1666
1666 (MDCLXVI) fue un año común comenzado en viernes, según el calendario gregoriano. Es el último de los ocho años de la era común y del anno Domini que usa todas las letras del sistema de numeración romano una vez cada una.

## Acontecimientos
- 14 de Agosto:  Es fundada la ciudad de Quilmes en la costa del Río de La Plata en el por entonces Virreinato del Perú, en la zona que actualmente es parte del territorio de la  Provincia de Buenos Aires, Argentina
- 2 de septiembre: Se inicia en Londres el gran incendio que destruiría gran parte de la ciudad.[1]
- Isaac Newton descubre la dispersión de la luz y su espectro.[2]
- Gottfried Leibniz publica Disertación acerca del arte combinatorio.

## Nacimientos
- 1 de febrero - María Teresa de Borbón-Condé, Princesa consorte de Conti, reina titular de Polonia.
- 15 de marzo - George Bähr, arquitecto alemán.
- 14 de mayo - Víctor Amadeo II de Saboya, rey de Sicilia y Cerdeña.
- 10 de julio - Johannes Ernst Grabe, teólogo luterano.

## Fallecimientos
- Ana de Austria, reina de Francia e hija de Felipe III de España.